# Алексеевский, Владимир Петрович
Владимир Петрович Алексеевский (1858—1916) — учёный механик, профессор и директор Томского технологического института.

## Биография
Из дворян. Окончил гимназию в Нижнем Новгороде, затем поступил на физико-математический факультет Харьковского университета. Окончил университет в 1884 году со степенью кандидата.
Ассистент кафедры чистой математики Харьковского университета (1888). Приват-доцент университета (1893). Защитил диссертацию "О функциях, подобных функции «Гамма» на степень магистра чистой математики (1893). Двухгодичная научная командировка за рубеж для работы в области математики в ведущих университетах Западной Европы и изучения постановки научной и учебной работы (1894—1895).
Научные работы Алексеевского получили в то время широкую известность в Европе. О них докладывалось в Лейпцигской Академии наук в Германии (1896).
Назначен и.д. экстраординарного профессора кафедры чистой математики Томского технологического института (1904).
Назначен и.д. ординарного профессора кафедры теоретической механики Томского технологического института (1905).
Был избран директором Томского технологического института (7.11.1907—8.06.1911).
Избирался председателем профессорского дисциплинарного суда технологического института (1911—1912, 1915—1916).
Скончался от гангрены и последующего заражения крови (1916).
Был похоронен (14.05.1916) на Преображенском кладбище г. Томска (ныне не существует), могила не сохранилась.
Награды: Орден Святой Анны 3-й степени, Орден Святого Станислава 3-й степени и медаль «В память 300-летия царствования дома Романовых».

### Директор Томского технологического института
Учёный Совет Томского технологического института избрал Алексеевского директором института (07.11.1907). Одновременно он стал председателем строительного комитета по возведению зданий и сооружений Томского института. Его директорство совпало со сравнительно стабильным периодом развития института, когда в полном объёме на всех отделениях института шёл учебный процесс, регулярно проходили выпуски инженеров, началась подготовка преподавательских кадров из числа собственных выпускников, укреплялась материальная база, развивались учебно-вспомогательные учреждения. Численность студентов достигла своего предела (более 1300—1500), была самой высокой в дореволюционные годы. Совместно с профессорами Б. П. Вейнбергом и , выступил с инициативой открытия кафедры воздухоплавания и аэротехнической лаборатории (1909). Городская Дума Томска приняла решение о безвозмездном отведении участков земли под постройку лаборатории и аэродрома, но Министерство просвещения это предложение отклонило. Вместе с профессорами Ф. Э. Молиным, , Б. П. Вейнбергом, Н. М. Кижнером отстаивал на заседании Учёного Совета института значимость общетеоретических дисциплин: математики, теоретической механики, физики, химии. Был освобожден от должности директора (08.06.1911) после событий, связанных с так называемой «химической обструкцией» студентов и пожаром в главном корпусе института.
В период директорства Алексеевского, состоялись первые выпуски на горном отделении (1908). Звание горных инженеров получили 20 выпускников, среди них те, кто позднее пополнил преподавательский состав института: М. А. Усов, Д. А. Стрельников и другие. В 1909 году первые дипломы получили выпускники инженерно-строительного отделения.

## Адреса
Томск:
- 1911—1916 — доходный дом Королёва, ул. Черепичная, 28 (ныне ул. Кузнецова, 30)[3].